# Escuadrón 201
El Escuadrón Aéreo de Pelea 201 o Escuadrón 201 fue una unidad mexicana de combate aéreo que participó en la Segunda Guerra Mundial encuadrado dentro de la Fuerza Aérea Expedicionaria Mexicana (FAEM). El escuadrón voló como anexo al Grupo 58o. de combate de la 5a. Fuerza Aérea de los Estados Unidos (USAAF por sus siglas en inglés), en la liberación de la isla madre de Luzón, Filipinas, durante el verano de 1945. El Escuadrón 201 sirvió con distinción en observaciones, bombardeos y ametrallamiento de posiciones japonesas, vehículos en convoy y emplazamientos de artillería en Filipinas y Formosa.

## Provocación bélica
Aunque a principios de la Segunda Guerra Mundial México mantenía su posición de neutralidad, el 13 y 22 de mayo de 1942, los buques tanques petroleros mexicanos de Potrero del Llano y Faja de Oro que abastecían de petróleo a los Estados Unidos fueron atacados y hundidos por submarinos alemanes, debido a estos actos de agresión, el 22 de mayo de 1942, el presidente de la República, general Manuel Ávila Camacho, solicitó al Congreso que declarara el estado de guerra a las potencias del Eje (Alemania, Japón e Italia), nombrando como capitán del escuadrón a Paul Meléndez Trufis. El gobierno mexicano, después de evaluar la situación económica y militar del país, determinó contribuir con el esfuerzo bélico aliado enviando un contingente cuya actuación fuese significativa, sin representar un alto costo humano y económico.
En los siguientes días otros buques petroleros mexicanos decomisados a Italia fueron atacados por submarinos alemanes. El Túxpam, fue atacado el 26 de junio de 1942; Las Choapas, el 27 de junio; el Oaxaca, el 27 de julio; y el Amatlán, el 4 de septiembre.
Mientras tanto, en las ciudades mexicanas se hicieron simulacros de bombardeo, hubo apagones prolongados, se instituyó el Servicio Militar Nacional obligatorio y con los Estados Unidos se pactó el envío de trabajadores mexicanos a los campos agrícolas y fábricas para compensar la falta de mano de obra debido al correspondiente reclutamiento estadounidense. Una encuesta de la revista Times tras del hundimiento de los buques reveló que 80% de los mexicanos estaban de acuerdo en que su país declarara la guerra. Se trataba de un drástico cambio de opinión: antes del incidente, 60% se había expresado en contra de entrar en conflicto con el Eje. Muchos jóvenes mexicanos empezaron a ofrecerse como voluntarios para ir al frente en Europa.

## Formación

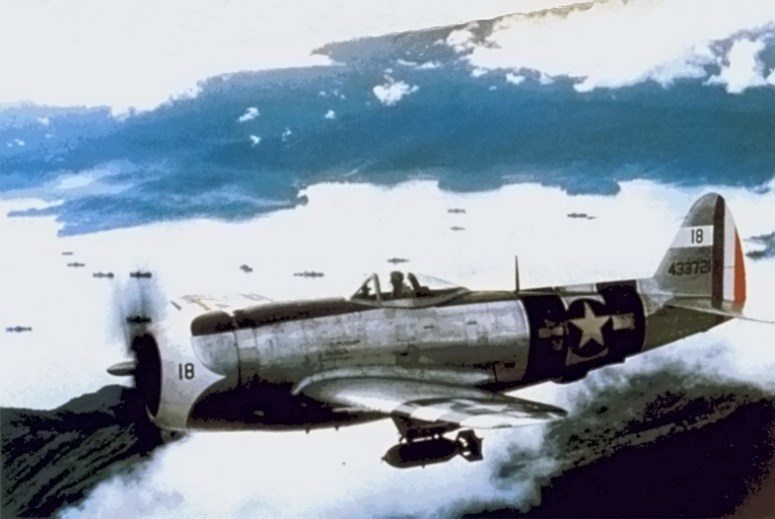
Un caza P-47D mexicano sobrevolando las Filipinas en 1945.

Una reforma constitucional creó el 10 de febrero de 1944 la Fuerza Aérea Mexicana (FAM), la cual se integró por el Arma de Aviación Militar del Ejército Mexicano. Posteriormente, el 8 de marzo de 1944, el presidente dio a conocer la intención de enviar tropas al frente de guerra y durante el mes de julio se dispuso la formación del Grupo de Perfeccionamiento Aeronáutico, integrado por 299 elementos procedentes de diversas unidades y dependencias del ejército, incluyendo civiles del Departamento de Materiales de Guerra, para ser enviado a capacitarse a los Estados Unidos. Se trataba de una unidad pequeña, con gran potencia de fuego y casi autosuficiente. Naturalmente, se seleccionó a los mejores pilotos de la Fuerza Aérea para formar el escalón de vuelo de este grupo. La unidad recibió entrenamiento en varias localidades de los Estados Unidos, principalmente en el campo aéreo de Greenville (Texas) y en el de Pocatello (Idaho).
Durante el adiestramiento, murieron dos pilotos en accidentes y fueron también excluidos 6 pilotos como resultado de los exámenes médicos, por lo que el escuadrón de pelea quedó integrado por 30 pilotos.
En el 29 de diciembre de 1944, la Cámara de Senadores autorizó al presidente de la República el envío de tropas para combatir en el extranjero y se decidió que las fuerzas en adiestramiento en los Estados Unidos, se convirtieran en la Fuerza Aérea Expedicionaria Mexicana (FAEM), con lo que el Grupo de Perfeccionamiento Aeronáutico se transformó entonces en el Escuadrón de Pelea 201 de la FAEM. El escuadrón fue destinado al Frente del Pacífico y quedó encuadrado como una unidad más dentro de la USAAF, aunque con mando y bandera propios (el emblema principal de la Fuerza Aérea Mexicana es un logotipo conformado por tres triángulos equiláteros invertidos, concéntricos, con los colores rojo, blanco y verde, del exterior al centro), pero también se usaron en los cazas mexicanos los emblemas oficiales de la USAAF, para evitar confusiones y el ataque de fuego amigo. El nombre de guerra del Escuadrón 201 fue el de Águilas Aztecas.
El logo característico que portaban los aviones de combate incluía las siglas de la FAEM (Fuerza Aérea Expedicionaria Mexicana) junto a ellas se mostraba una imagen de un personaje de caricaturas llamado Pancho Pistolas.

## Operaciones de combate

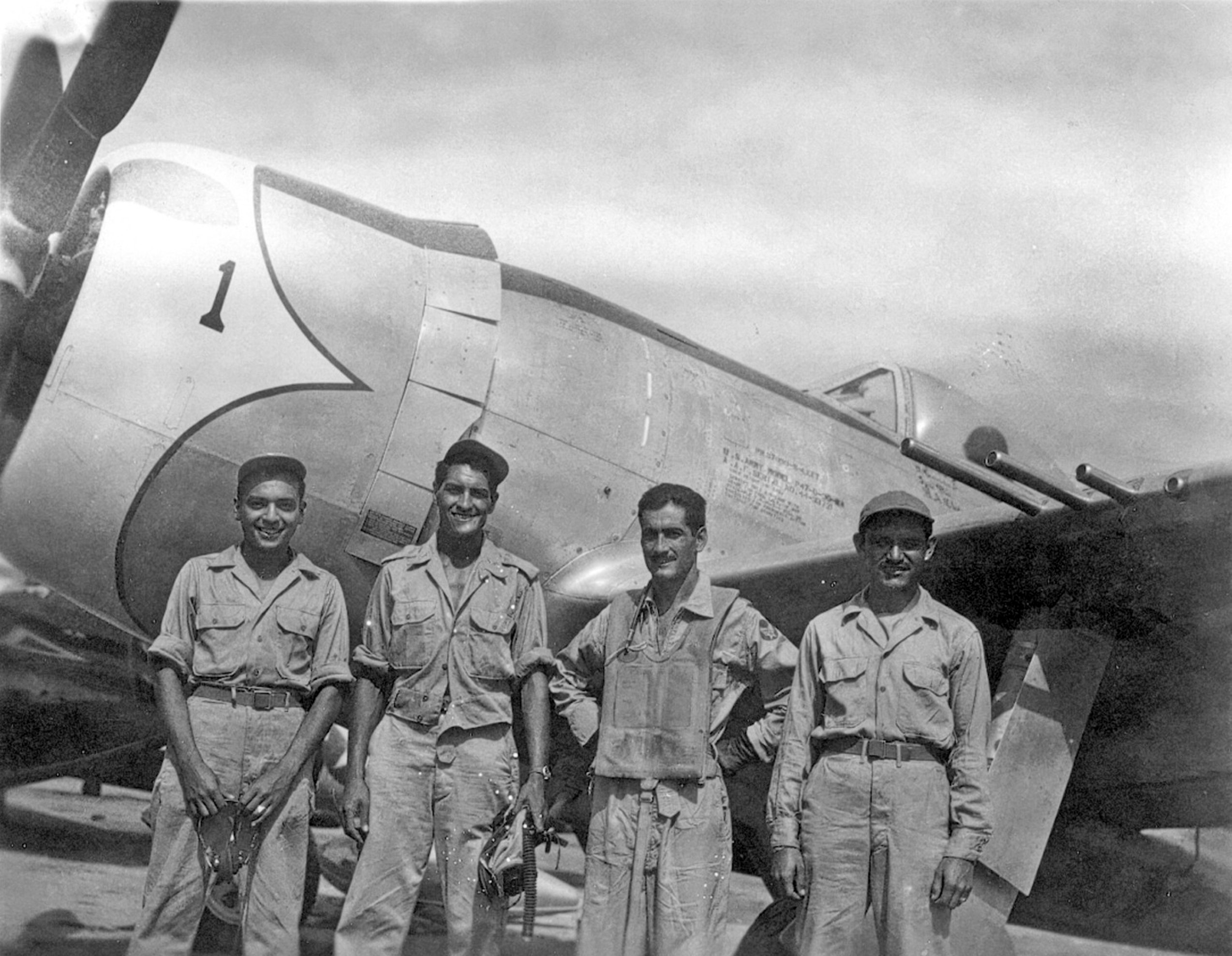
El Capt. Radamés Gaxiola frente a su P-47D con su personal de mantenimiento al regreso de una misión de combate.

A partir de junio de 1945 durante la Batalla de Luzón, el Escuadrón 201 inicialmente voló misiones junto al escuadrón de caza 310.º de la USAAF a menudo dos veces al día, utilizando aviones prestados por la USAAF. Finalmente se recibieron 25 nuevos aviones P-47D-30-RA Thunderbolt en julio, marcados con las insignias de tanto la USAAF como de la FAEM. Su base se estableció en Porac, Pampanga, en el complejo de Clark Field en la isla de Luzón. La unidad voló más de 95 misiones de combate, un total de más de 1900 horas de vuelo. Participó en el esfuerzo aliado para bombardear Luzón y Formosa para expulsar a los japoneses de aquellas islas. Durante su lucha en las Filipinas, cinco pilotos del escuadrón murieron (uno fue derribado, otro se estrelló en combate, y tres se quedaron sin combustible durante misiones y murieron en el mar), y otros tres murieron en accidentes durante el entrenamiento.
Entre las misiones voladas por la unidad mexicana hubo 53 misiones de apoyo a tierra voladas en apoyo de la 25a. División de Infantería del Ejército de los Estados Unidos, junto con el Ejército de la Mancomunidad Filipina, unidades de policía, así como guerrilleros filipinos en el valle de Cagayán entre el 4 de junio y el 4 de julio de 1945; 37 misiones de entrenamiento voladas del 14 al 21 de julio de 1945 (incluidas las misiones de apoyo a transbordadores de la isla de Biak, Nueva Guinea); cuatro barridos de combate sobre Formosa del 6 al 9 de julio de 1945, y una misión de bombardeo en picado contra el puerto de Karenko, Formosa, el 8 de agosto.
Cuando el Escuadrón 201 fue estacionado en las Filipinas, no tenía a su disposición pilotos de reemplazo por los pilotos perdidos en las Filipinas obstaculizaron su eficacia. Cuando el Grupo de Caza 58.ª de la USAAF salió de las Filipinas con destino a Okinawa el 10 de julio, los mexicanos se quedaron atrás. Pilotos mexicanos de reemplazo apresuraron su entrenamiento en los Estados Unidos y dos pilotos más fallecieron en accidentes aéreos en Florida. Volaron su última misión de combate con el escuadrón completo en agosto 26, escoltando a un convoy en el norte de las Filipinas. Estos pilotos entraron en combate, el personal de tierra tuvo encuentros con tropas japonesas, teniendo algunos combates y capturando también un número de tropas enemigas. El Escuadrón Mexicano 201 recibió el crédito de poner fuera de acción a 30 mil soldados japoneses y la destrucción de edificios retenidos, vehículos, tanques, ametralladoras antiaéreas, ametralladoras emplazadas y depósitos de municiones.
"Raúl Rodríguez, Jesús Tapia  y Armando Rodríguez participaron en diversas contiendas en Filipinas y esperan que el presidente los reciba. Arribaron a México en una "misión", pero en realidad se convirtieron en los portavoces del 201".
El trabajo del Escuadrón 201 fue reconocido por el general Douglas MacArthur, Comando Supremo de las Fuerzas Aliadas en el Área del Suroeste del Pacífico.
El 6 de agosto de 1945 fue el bombardeo atómico sobre Hiroshima y el día 9 de agosto en Nagasaki. Un día antes, el 8 de agosto, la Unión Soviética invadió Manchuria para expulsar a los japoneses. Ante todo esto, el 15 de agosto de 1945 el Imperio de Japón aceptó finalmente su rendición incondicional, la cual se formalizó con una firma solemne el 2 de septiembre, en la bahía de Tokio, en el acorazado Missouri, ahí fondeado. En medio de estas dos fechas, el Escuadrón 201 voló su última misión de combate con una formación completa el 26 de agosto en una misión de escolta de un convoy al norte de las Filipinas.
La Segunda Guerra Mundial había concluido.

## Regreso a México
Antes de regresar a México, en el 25 de septiembre, los miembros de la FAEM develaron un monumento a sus compañeros caídos. El monumento fue diseñado por el piloto Miguel Moreno Arreola y fue construido con la ayuda de 10 elementos del escuadrón. El águila que remata el monumento fue realizada por el escultor filipino Tolentino.
El 12 de octubre, el Escuadrón entregó sus aviones al "Grupo de Servicios Aéreos 45" e iniciaron los preparativos para el regreso a México. Los integrantes de la FAEM abordaron el buque Sea Marlin el 23 de octubre, arribando el 13 de noviembre a San Pedro, California, aunque los primeros en llegar a América fueron el coronel Antonio Cárdenas, el Teniente Amadeo Castro Almanza, el Subteniente Guillermo García Ramos y el Subteniente José Luis Pratt Ramos, quienes viajaron por la vía aérea tras entrevistarse en Tokio con el general Douglas MacArthur, con el fin de agradecer su cooperación con la FAEM, recibiendo sus elogios por la participación mexicana. en el teatro del Pacífico.
El Escuadrón 201 regresó a la Ciudad de México el 18 de noviembre de 1945 en un desfile militar en la Plaza de la Constitución y la posterior entrega de la bandera al presidente, General Manuel Ávila Camacho. La FAEM se disolvió a su regreso de las Filipinas.
En lo económico, la actuación de México en la Segunda Guerra Mundial, costó al país tres millones de dólares aproximadamente. Formar parte del bloque aliado hizo figurar a México entre las naciones victoriosas de la Segunda Guerra Mundial.

## Honores

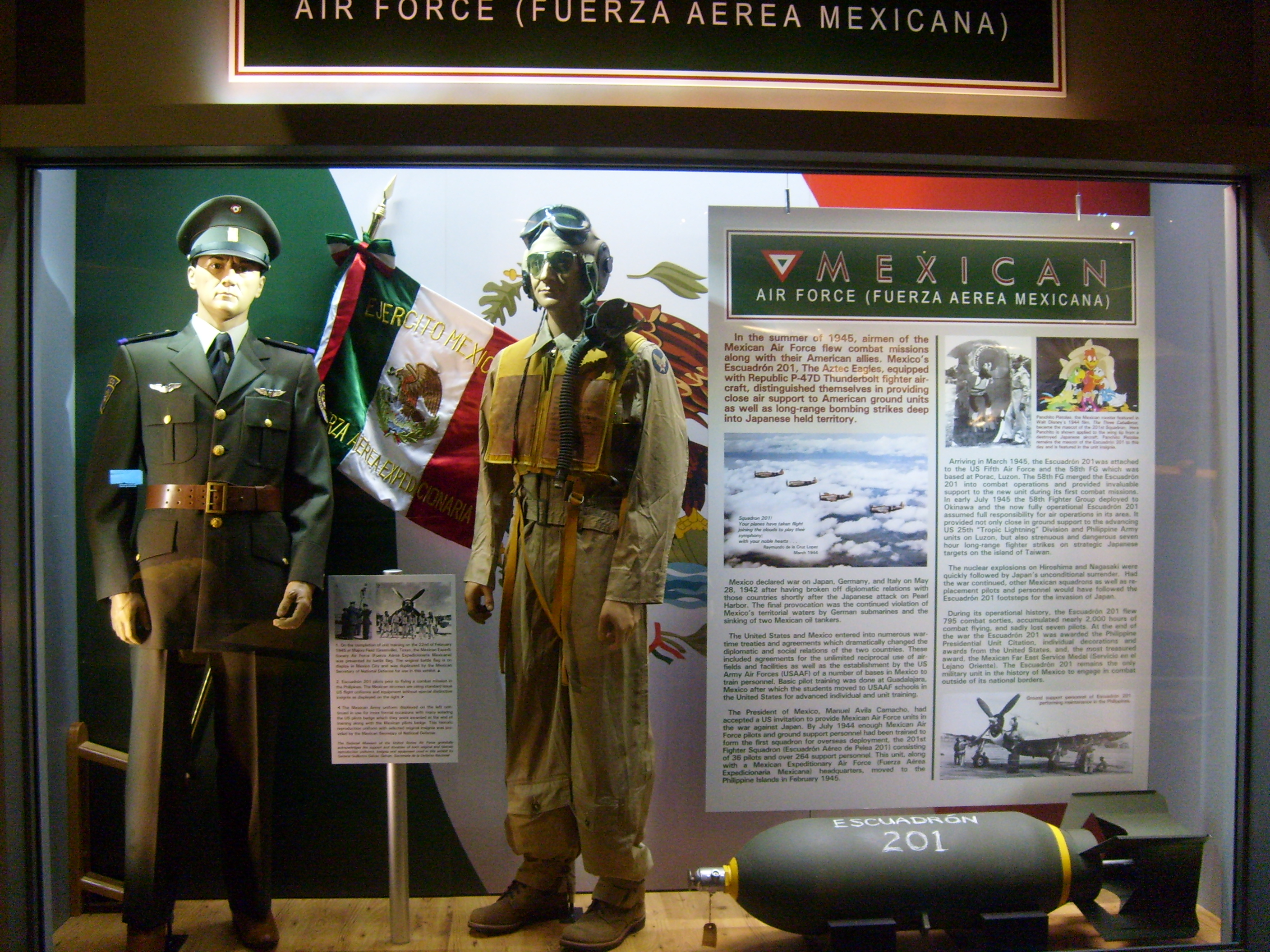
Escuadrón 201 NMUSAF

Los integrantes de la 'Fuerza Aérea Expedicionaria Mexicana' fueron ascendidos al grado inmediato superior y les fue otorgada la medalla Servicio en el Lejano Oriente, la Legión de Honor de México, la Medalla de la Liberación de la República Filipina con gafete de Recomendación Presidencial, así como las condecoraciones estadounidenses Eficiencia del Ejército, Eficiencia de la Fuerza Aérea, Campaña de Americana, Campaña Asia-Pacífico y Victoria de la Segunda Guerra Mundial. Los pilotos recibieron además la Medalla del Aire y el coronel Cárdenas Rodríguez y el capitán Gaxiola Andrade la Legión al Mérito.
El 22 de noviembre de 2004 el Escuadrón 201 fue condecorado con la Legión de Honor de las Filipinas con el grado de Legionario por la presidenta Gloria Macapagal-Arroyo.
Muchos de los integrantes han pasado con éxito a otras carreras de la vida, algunos como líderes de la aviación civil o del Ejército Mexicano, otros como hombres de negocios, educadores e ingenieros; cinco de los pilotos llegaron a ser generales de la Fuerza Aérea Mexicana.
En México se han levantado monumentos y se han nombrado calles, barrios, vecindarios y escuelas en honor del Escuadrón 201; incluso una estación del Metro de la línea 8 de la Ciudad de México lleva su nombre.

También, en el Bosque de Chapultepec en Ciudad de México, se encuentra el Mausoleo conmemorativo del Escuadrón 201, ahí se encuentran los cuerpos mortales del Subteniente P.A. Mario López Portillo y el Teniente P.A. José Espinoza Fuentes, después de haber sido transferidos del Panteón Dolores, cerca del monumento a los 'Niños Héroes'. Existe también en la colonia "Escuadrón 201" en la delegación Iztapalapa, donde existe un monumento conmemorativo.

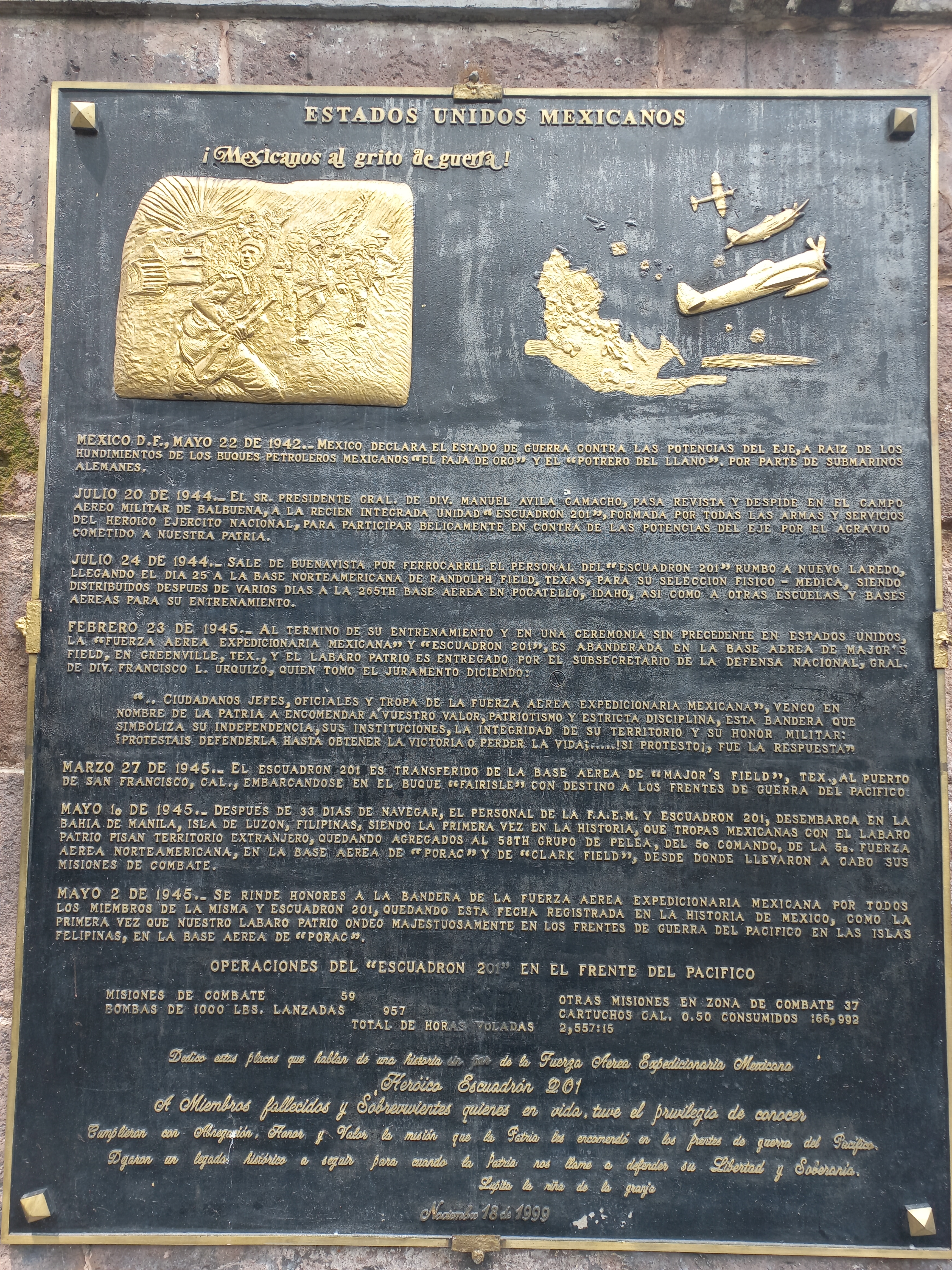
Cédula informativa del monumento dedicado al Escuadrón 201 y a la Fuerza Aérea Expedicionaria Mexicana
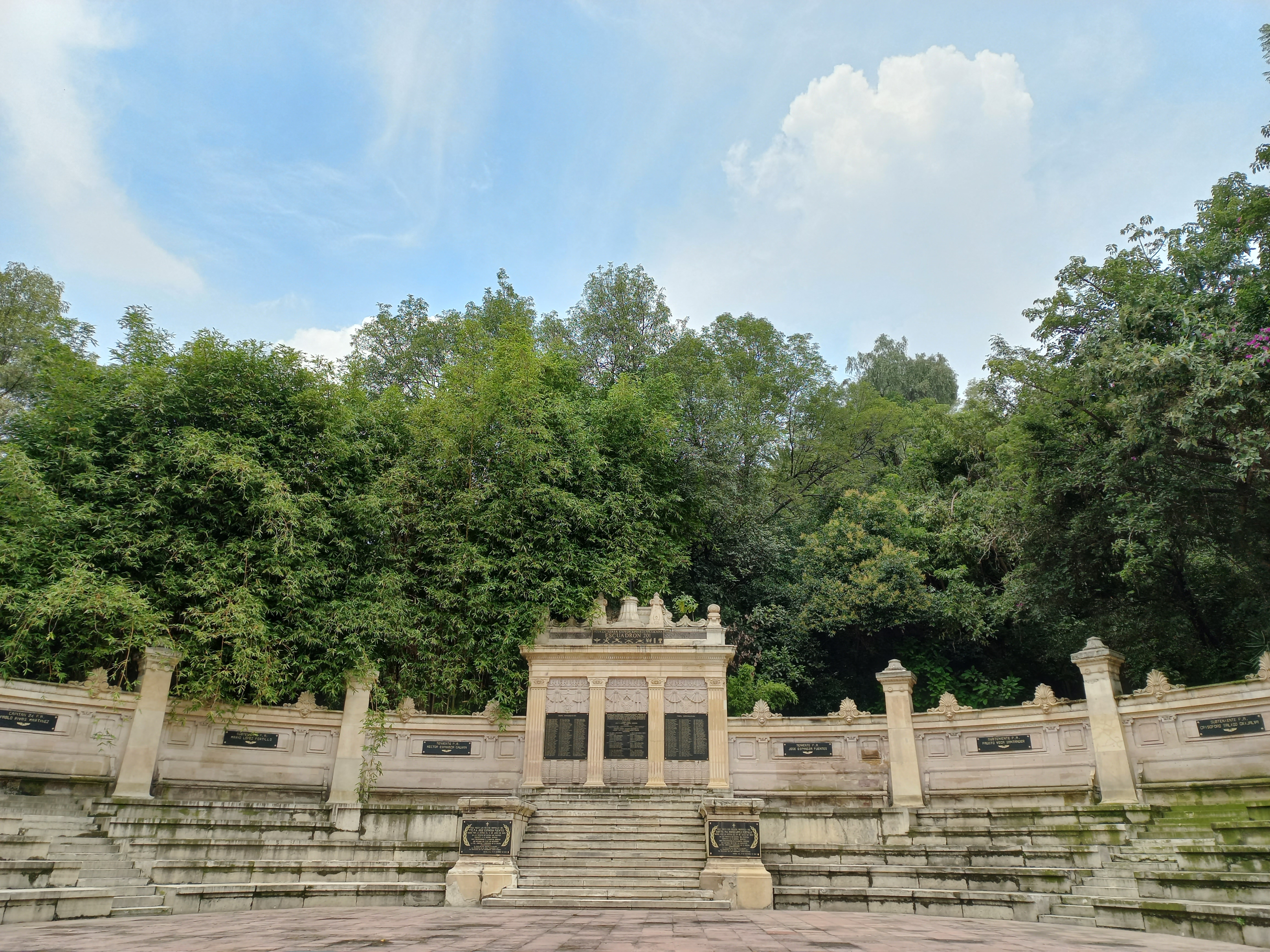
Vista de la Tribuna monumental dedicada al Escuadrón 201 y a la Fuerza Aérea Expedicionaria Mexicana

En Tuxpan, Veracruz, hay una calle con el nombre del subteniente Fausto Vega Santander, héroe del escuadrón aéreo y muerto en combate el 1 de junio de 1945.
Antes de que la avanzada edad de los veteranos del Escuadrón 201 lo impidiera, cada 18 de noviembre se hacía un homenaje presencial a los sobrevivientes en el parque central de la colonia que lleva su nombre, en el que diversas escuelas del rumbo participaban en un desfile conmemorativo. Diversas asociaciones de veteranos de todo el mundo (ya sean de la II Guerra Mundial o de otras contemporáneas) eran invitados a este homenaje.
Además, el 2 de mayo de cada año la bandera mexicana es izada a media asta, esto según el artículo 18 de la «Ley sobre el Escudo, la Bandera y el Himno Nacionales».

## Lista de pilotos

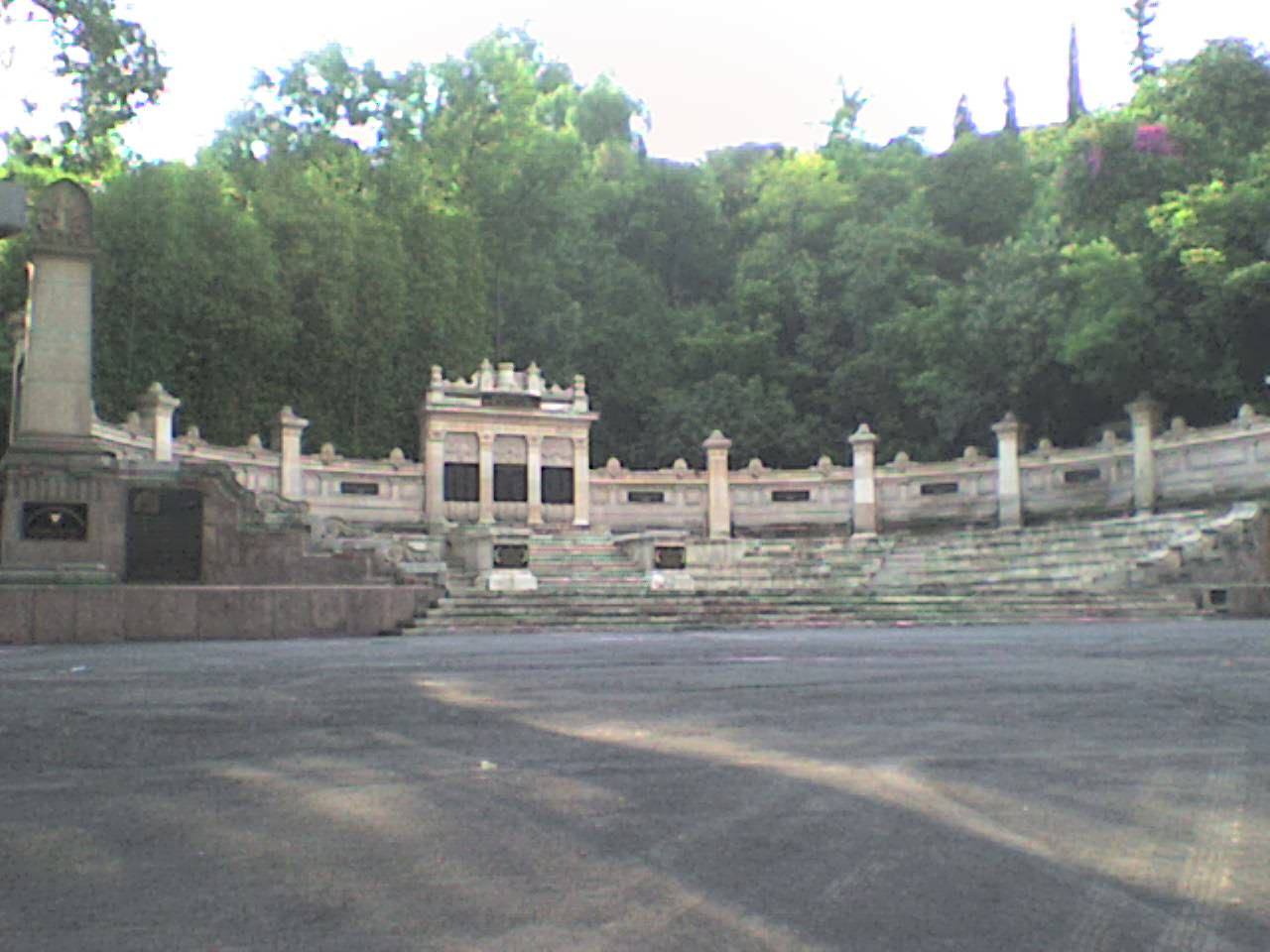
Tribuna Monumental. Monumento dedicado al Escuadrón 201 y a la Fuerza Aérea Expedicionaria Mexicana, ubicado en Chapultepec, Ciudad de México

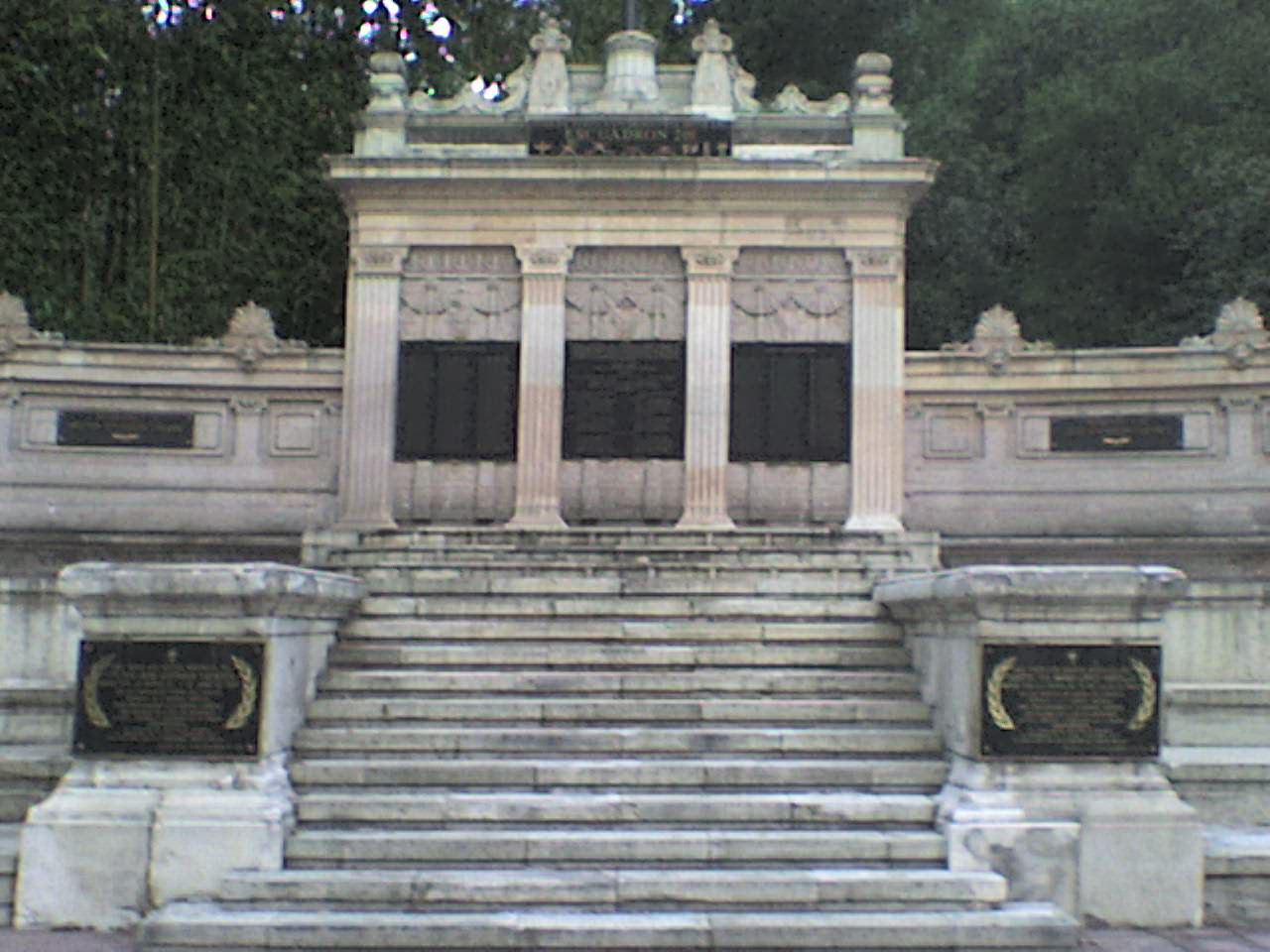
Tribuna Monumental. Detalle central, donde fueron colocados los restos de los pilotos aviadores caídos en el frente Mario López Portillo y José Espinosa Fuentes el 18 de noviembre de 2002.

Mando de la Fuerza Aérea Expedicionaria Mexicana y pilotos aviadores del Escuadrón 201. Con asterisco (*) se señala a los pilotos que murieron en las Filipinas:

Mando de la F.A.E.M.

Corl. P.A. Antonio Cárdenas Rodríguez

Comando o Staff

Tte. Cor. E. M. Alfonso Gurza Falfán

Mayor M.C. Ricardo Blanco Cancino

Mayor Inf. Guillermo Linaje O.

Mayor E.M. Enrique Sandoval Castarica

Cap. 1.º P.A. Roberto Salido Beltrán

Comandante del Escuadrón 201

Cap. 1.º P.A. Radamés Gaxiola Andrade

Cap. 1.º P.A. Raúl Varela Caballero

Operaciones del Escuadrón 201

Cap. 2.º P.A. Pablo L. Rivas Martínez*

Tte. P.A. José Espinosa Fuentes*

Comandante Escuadrilla "A"

Cap. 2.º P.A. Roberto Legorreta Sicilia

Pilotos de la Escuadrilla "A"

Tte. P.A. Fernando Hernández Vega

Tte. P.A. Carlos Varela Landini

Subtte. P.A. David Cerón Bedolla

Subtte. P.A. José Luis Pratt Ramos

Subtte. P.A. Miguel Uriarte Aguilar

Subtte P.A. Bernardo Vara Rangel

Comandante Escuadrilla "B"

Tte. P.A. Carlos Garduño Núñez

Pilotos de la Escuadrilla "B"

Tte. P.A. Julio Cal y Mayor Sauz

Tte. P.A. Reynaldo Pérez Gallardo

Subtte. P.A. Praxedis López Ramos

Subtte. P.A. Miguel Moreno Arreola

Subtte. P.A. Ángel Sánchez Rebollo

Subtte. P.A. Ernesto Guzmán Medina

Subtte. P.A. Fausto Vega Santander*

Comandante Escuadrilla "C"

Tte. P.A. Héctor Espinosa Galván*

Pilotos de la Escuadrilla "C"

Tte. P.A. Joaquín Ramírez Vilchis

Tte. P.A. Carlos Rodríguez Corona

Tte. P.A. Amador Samano Piña

Subtte. P.A. Manuel Farías Rodríguez

Subtte. P.A. Raúl García Mercado

Subtte. P.A. Guillermo García Ramos

Comandante Escuadrilla "D"

Tte. P.A. Amadeo Castro Almanza

Pilotos de la Escuadrilla "D"

Tte. P.A. José Luis Barbosa Cerda

Tte. P.A. Jacobo Estrada Luna

Subtte. P.A. Jaime Zenizo Rojas

Subtte. P.A. Mario López Portillo*

Subtte. P.A. Justino Reyes Retana

Subtte. P.A. Roberto Urías Abelleyra

"Grupo de Reemplazos"

 179 elementos de todas las armas en adiestramiento en los EE. UU.

## Actualidad

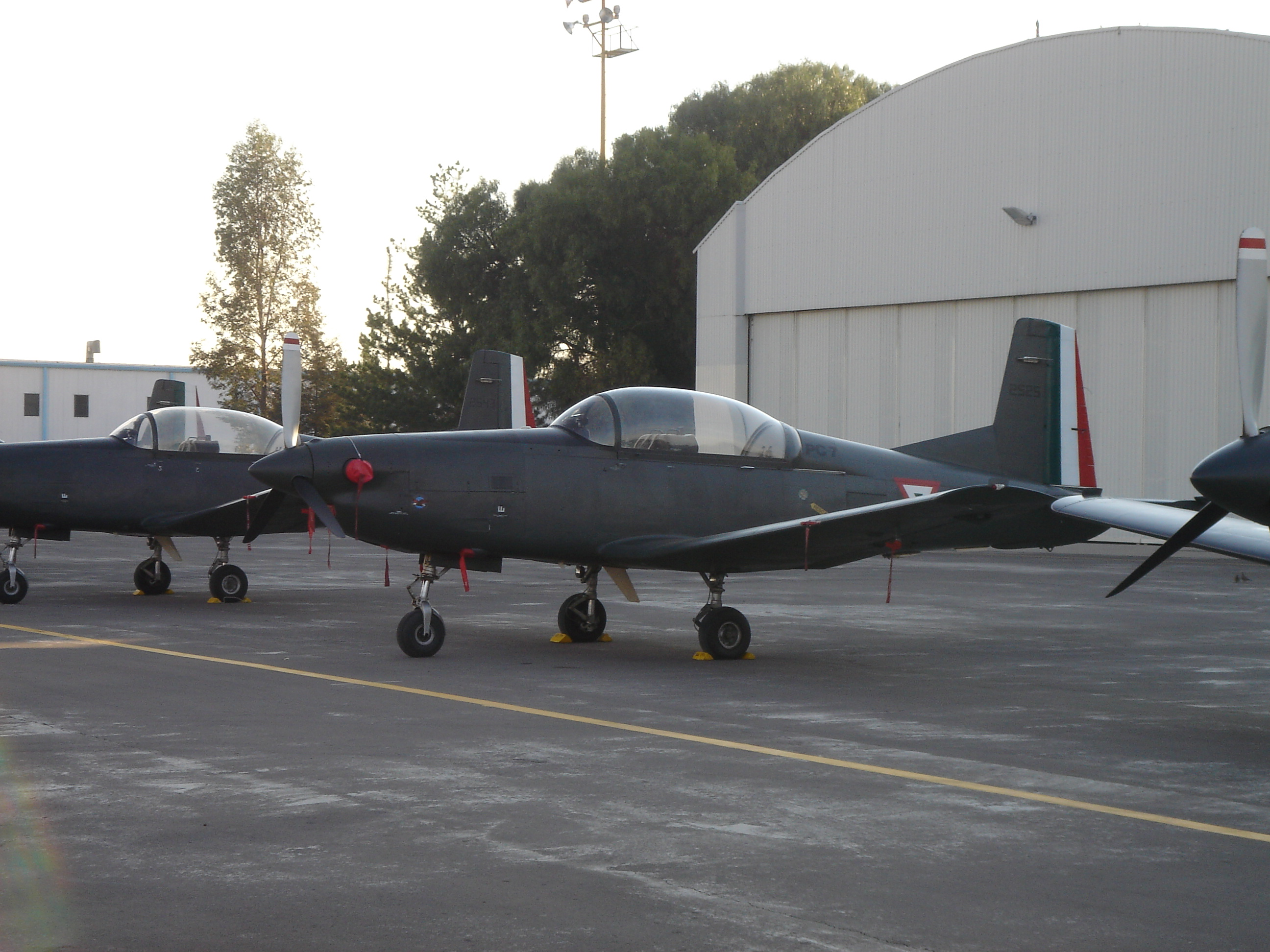
Pilatus PC-7 similares a los que opera el Escuadrón en la actualidad.

La Fuerza Aérea Expedicionaria Mexicana fue disuelta el 1 de diciembre de 1945, reincorporándose sus elementos a la Fuerza Aérea Mexicana y reencuadrándose el Escuadrón 201 como unidad independiente bajo las órdenes directas del comandante de la Fuerza Aérea.  
Ya en México, el Escuadrón 201 se estableció en la base de las Bajadas, en Veracruz; debido a que la pista del aeropuerto de Balbuena no tenía las dimensiones necesarias para la operación de los aviones P-47. Conforme se cambió con el tiempo las unidades aéreas y se construyó el nuevo aeropuerto de la Ciudad de México, el Escuadrón 201 regresó a la capital.
Durante enero de 1994, el Escuadrón 201 participó en las operaciones militares para contener el levantamiento armado del Ejército Zapatista de Liberación Nacional.
El Escuadrón está compuesto por 8 o 10 aviones Pilatus PC-7 encuadrados en la Base Aérea Militar No.4 de Cozumel. En 2012 fueron reemplazados algunos Pilatus PC-7 por nuevos aviones T-6 Texan II en distintas etapas.

## Icono del Escuadrón 201
Pancho Pistolas, personaje creado por Walt Disney, fue adoptado por los pilotos mexicanos como icono del Escuadrón 201, el cual era un gallo vestido con una variación del traje de charro, un sombrero muy grande que decía al frente México, un gran pañuelo anudado en el cuello, un chaleco vaquero, pantalón de faena y a la cintura su revólver colgado.

## Película
Actualmente se encuentra en producción la película basada en hechos reales por la casa Spectrum Films y el cineasta Francisco Puente.
En 1945 poco después del arribo del Escuadrón 201 a tierras mexicanas, el guionista Luis G. Manjarrez escribió una historia de ficción con título: Escuadrón 201, acerca de la unidad militar que participó en las campañas militares en las Filipinas y Formosa durante la Segunda Guerra Mundial, dirigida por Jaime Salvador y protagonizada por Domingo Soler, Ángel Garasa y doña Sara García.

## Cultura popular
En México a los okupas se les denomina "paracaidistas" pues tanto los miembros del escuadrón como sus familiares se lanzaron en paracaídas a un terreno de Iztapalapa para obligar al gobierno de Ávila Camacho a cumplir su compromiso de entregarles vivienda. En ese terreno se fundó un nuevo barrio llamado «Escuadrón 201».